# Sacy-le-Grand
Sacy-le-Grand is een gemeente in het Franse departement Oise (regio Hauts-de-France). De plaats maakt deel uit van het arrondissement Clermont. Sacy-le-Grand telde op 1 januari 2022 1.578 inwoners.

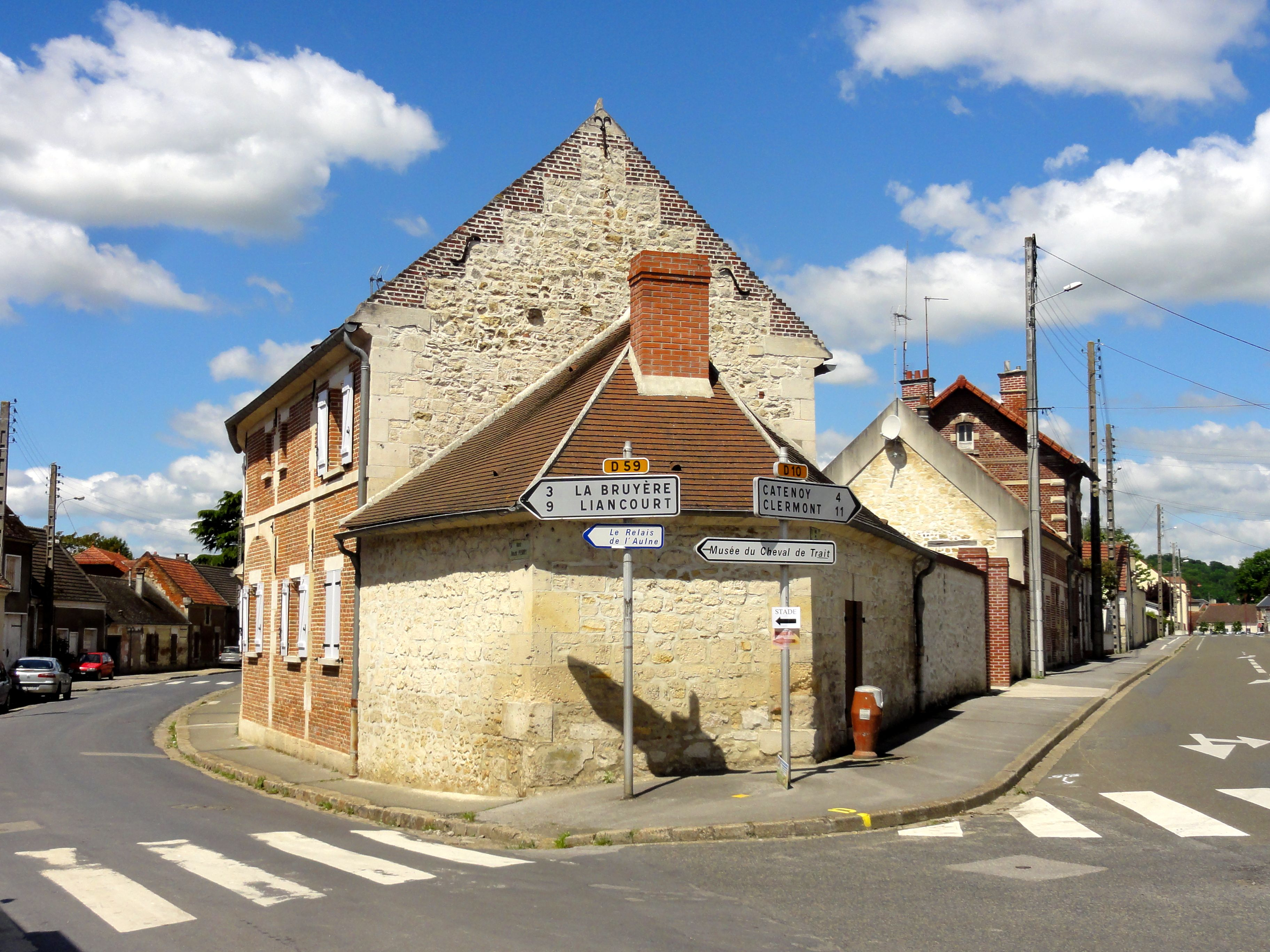
Sacy-le-Grand
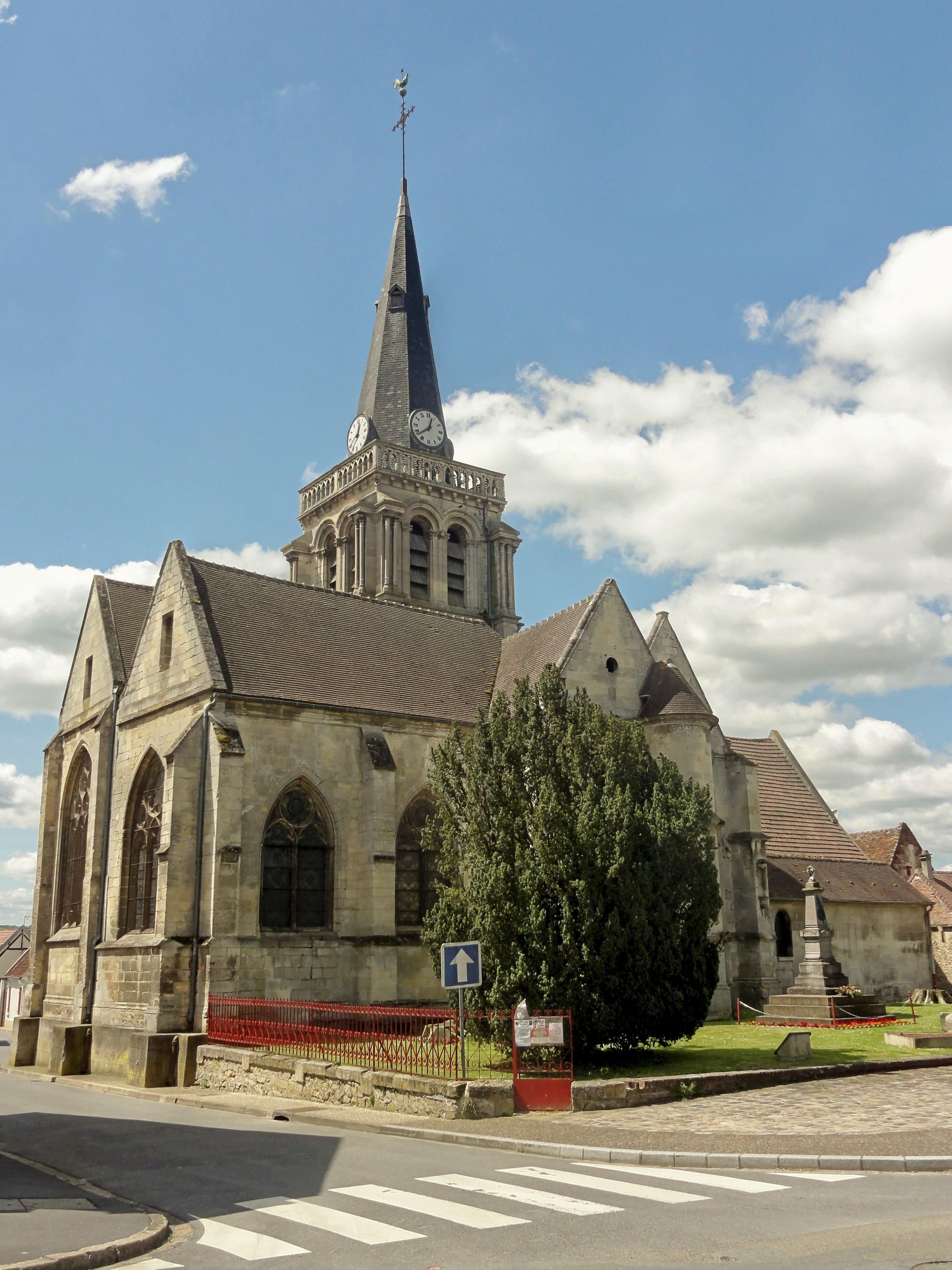
Kerk Saint-Germain in Sacy-le-Grand
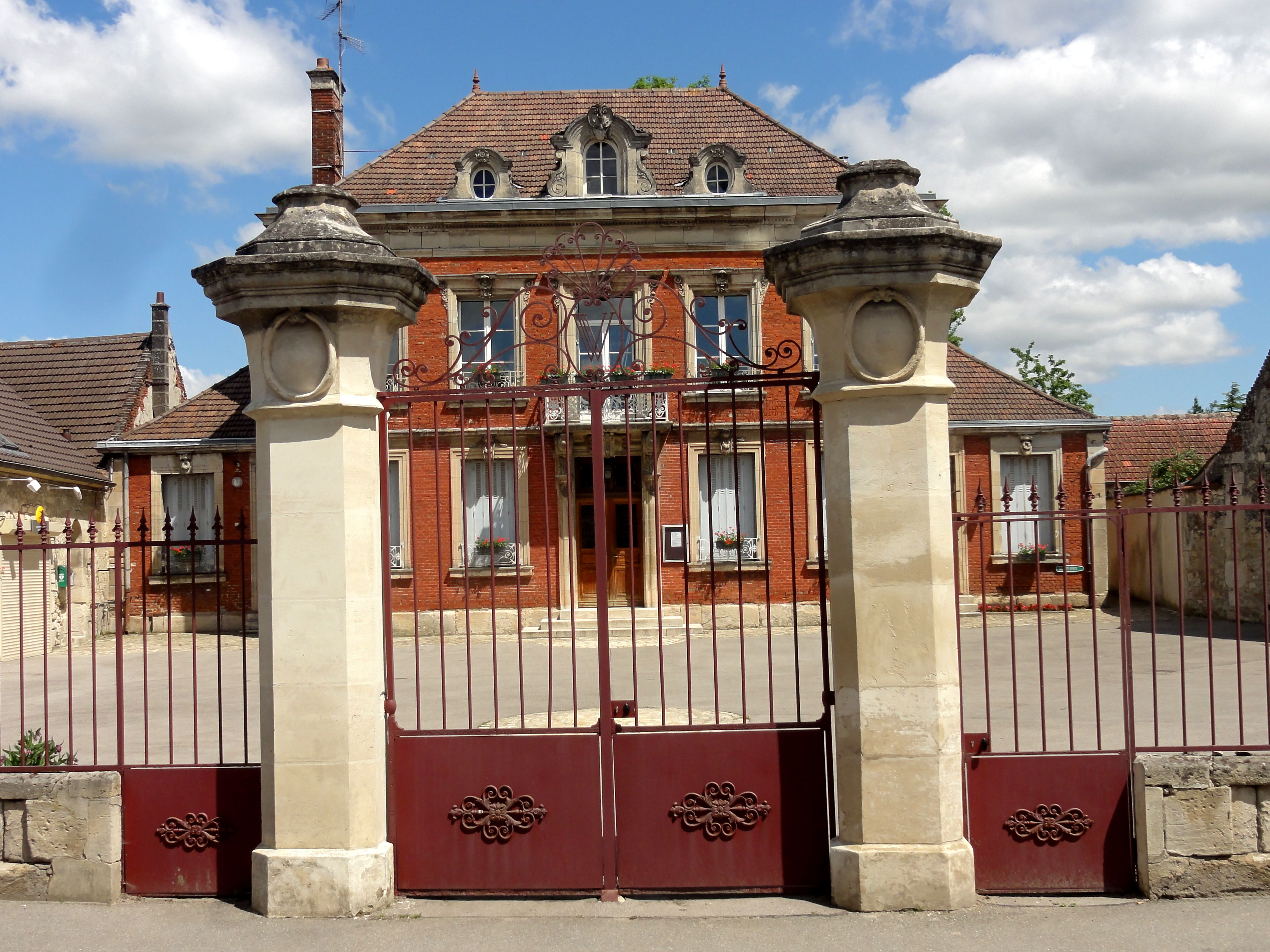
Gemeentehuis

## Geografie
De oppervlakte van Sacy-le-Grand bedroeg op 1 januari 2022 17,7 vierkante kilometer; de bevolkingsdichtheid was toen 89,2 inwoners per km².

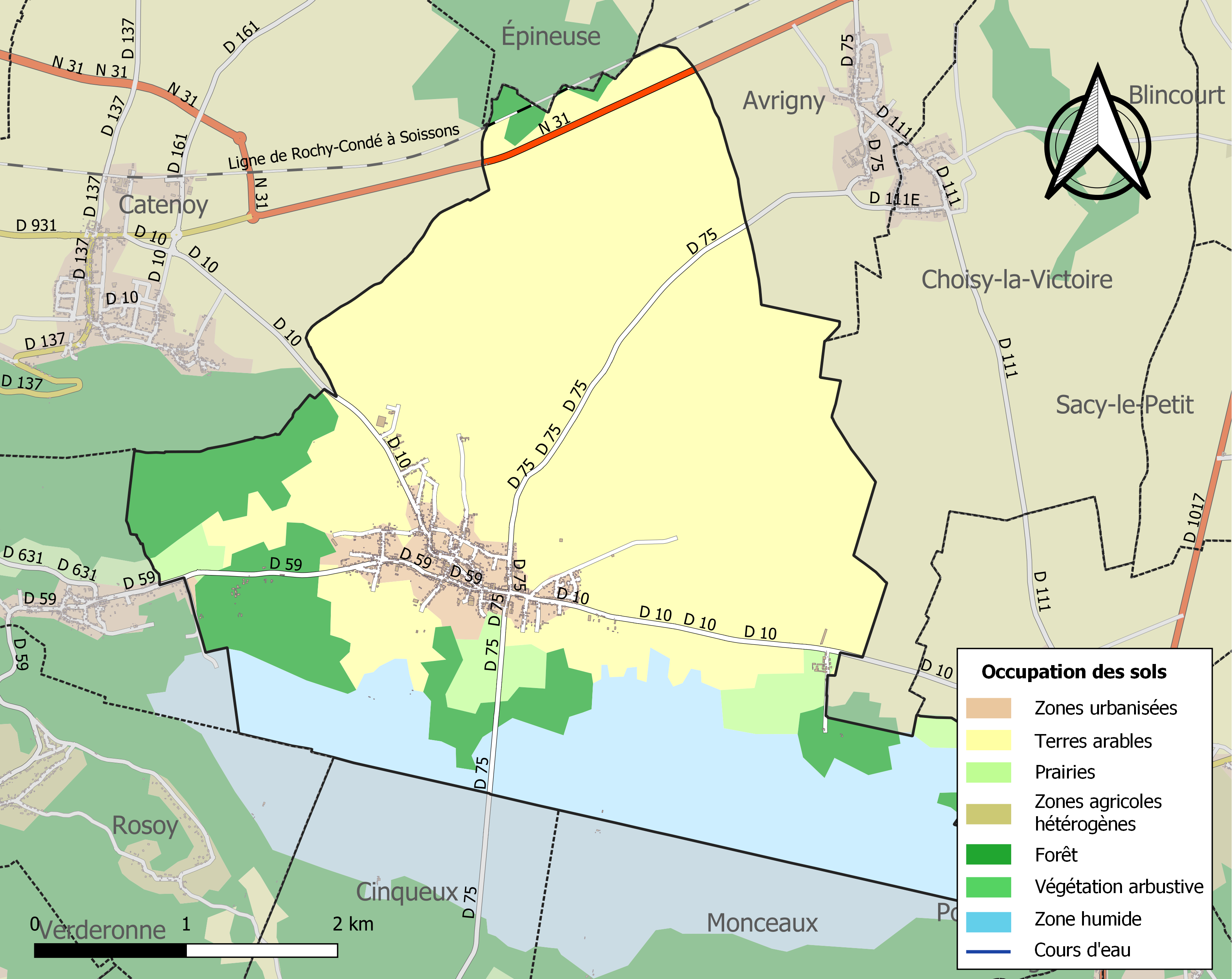
Kaart van de gemeente met belangrijkste infrastructuur, bodemgebruik en omliggende gemeenten

## Demografie
Onderstaande figuur toont het verloop van het inwonertal (bron: INSEE-tellingen).